# Bill Tytla
Vladimir Peter "Bill" Tytla (Nova Iorque, 25 de Outubro de 1904 – East Lime, 30 de dezembro de 1968) foi um dos mais originais animadores da Walt Disney Company e é considerado por muitos como o melhor animador da Era de Ouro da animação de Hollywood.
Tytla é particularmente notável pela animação de Zangado em Branca de Neve e os Sete Anões, Stromboli em Pinóquio, Chernabog in the Night on Bald Mountain sequência de Fantasia e o protagonista do título em Dumbo.

## Biografia

### Carreira
Em 1914, Bill Tytla, então com 9 anos, visitou Manhattan e assistiu ao filme de animação de Winsor McCay: Gertie, o Dinossauro. Isso mudou sua vida para sempre. Em 1929, foi para a Europa estudar pintura e escultura com Charles Despiau. Voltou para os Estados Unidos, já trabalhando com animação, e, em 1934, saiu do Terry Toons para trabalhar no estúdio de Walt Disney, onde se tornou o animador mais bem pago. Animou os sete anões em Branca de Neve e os Sete Anões, o cigano Stombolli em Pinóquio, o mago em Aprendiz de Feiticeiro e o demônio em Fantasia.

### Greve
Tudo ia bem até o dia em que ele liderou mais de 300 empregados do estúdio Disney numa greve de mais de dois meses. Apesar de seu alto salário e de ser considerado um funcionário de confiança da empresa, ele era um artista engajado e solidário e não ficaria de fora de um movimento que beneficiasse a maioria dos colegas: "Sou a favor da união dos companheiros, eu entrei em greve, pois meus camaradas estavam em greve. Eu apoiava seus pontos de vista, mas não faria nada contra Walt".
Depois disso voltou ao estúdio, mas nada foi como ates. A Era de Ouro havia acabado: "tinha muita tensão e eletricidade no ar, a intuição e instinto que norteavam os trabalhos acabara". Tytla animou um bebê aviãozinho e Zé Carioca em Alô, Amigos!. Percebeu que não era bem vindo no estúdio Disney e saiu de lá em 1943, do que se arrependeu pelo resto da vida. Deixando o estrelato para os conhecidos “Nove Velhos”.

### Volta por cima
Voltou para Terry Toons, na Paramount/Famous Studios, onde dirigiu vários curtas do Popeye, além de Luluzinha e Tininha. Com David Hilberman (Tempo Productions) fundou o estúdio de animação UPA, onde produziu alguns filmes na técnica stop motion. Em 1964 animou The Incredible Mr. Limpet com o peixe Don Knotts. Nessa época, ficou doente e a animação foi terminada por Bob McKimson, Hawley Pratt e Gerry Chiniquy, que ficariam mais conhecidos posteriormente pelo desenho animado Tiny Toons. Em seguida, sofreu alguns derrames que o deixaram cego do olho esquerdo.

### Homenagem e fim melancólico
Em 1967, o convidaram para a abertura da Exibição Mundial do Cinema de Animação em Montreal. Quando acabaram de apresentar o desenho Dumbo, como uma homenagem aos pioneiros, anunciaram a presença do “grande animador”. Tytla foi localizado pelos holofotes e a platéia veio abaixo em aplausos.
Ele ainda tentou regressar à Disney. Em uma carta datada em 27 de agosto de 1968 o vice-presidente W.H. Anderson rejeitou sua proposta de fazer “animação experimental” dizendo: "Nós só temos produzido o que tem sido criado pelo atual grupo".
Três meses antes de sua morte, em 11 de outubro de 1968, o diretor da Disney, Wolfgang Reithermand, respondeu por carta: "Sinto muito dizer que suas ideias não condizem com nossos projetos atuais... Não esquecemos que você está ansioso para animar por aqui, mas... nós mal mantemos nosso time de animadores ocupados. De qualquer forma, pode ter certeza de que tem muitos amigos no estúdio que estão torcendo por você”. Bill faleceu em 30 de dezembro do mesmo ano.